# پچینگ
پچینگ (به انگلیسی: Patching) یک روستا و محله مدنی در بریتانیا است که در Arun واقع شده‌است. پچینگ ۸٫۴۶ کیلومتر مربع مساحت و ۲۵۹ نفر جمعیت دارد.